# Afro (valuta)
L'Afro è la moneta proposta dall'Unione Africana come valuta ufficiale della Comunità economica africana.
La banca centrale africana (ACB) è una delle tre istituzioni finanziarie dell'Unione africana. Il trattato di Abuja, accordo internazionale del 3 giugno 1991, prevedeva l'introduzione dell'Afro da parte della Banca centrale africana per il 2028.
Egitto, Swaziland e Lesotho hanno avuto delle riserve sulla data precisa dell'unione monetaria e hanno richiesto dai 2 ai 3 anni di ritardo. Le Seychelles non aderiranno a causa di timori economici, mentre Capo Verde attende di aderire all'euro (in una data successiva).